# パナマの世界遺産
パナマの世界遺産 （パナマのせかいいさん）はユネスコの世界遺産に登録されているパナマ国内の文化・自然遺産。
※この項目はウィキプロジェクト 世界遺産に準じて作成されています

## 文化遺産
- パナマのカリブ海側の要塞群：ポルトベロとサン・ロレンソ - (1980年)
- パナマ・ビエホとパナマ歴史地区 - (1997年、2003年)

## 自然遺産
- ダリエン国立公園 - (1981年)
- タラマンカ山脈＝ラ・アミスター保護区群とラ・アミスター国立公園 - (1983年、1990年)
- コイバ国立公園とその海洋特別保護地域 - (2005年)

## 複合遺産
なし